# Львов мост (станція метро)
Львов мост  (болг. Метростанция „Лъвов мост“) — станція Софійського метрополітену, Болгарія.  Введена в експлуатацію 31 серпня 2012 року.
Розташована під рогом бульвару Марія Луїза з бульваром Сливниця на північ від Левового мосту.
Односклепінна станція мілкого закладення, з береговими платформами. Розроблена в стилі вулиці епохи Відродження, на якій встановлені старовинні світильники. На стінах зображений Левів міст, розташований над станцією. У торцях станції розташовані барельєфи левів. Станція вирішена в жовтих і коричневих кольорах. Стіни і підлога оздоблені керамогранітом. Зал сполучений з підземним вестибюлем сходами на спуск та однострічковим одномаршевим ескалатором на підйом, також є ліфти для матерів з дітьми та громадян з вадами руху. Має тільки один вестибюль.
З боку переходу відкривається вид на станцію. Сам перехід, що перетинає річку, побудовано дуже оригінально: він знаходиться на платформі, розташованій над поїздами що проходять в самому тунелі.
Станція побудована турецькою компанією Doğuş Construction, підрозділ Doğuş Holding.

## Пересадки
- Автобуси: № 11, 78, 85, 86, 213, 305, 309, 310, 404, 413;
- Трамваї: № 12, 18;
- Тролейбуси: № 6, 7.

## Галерея

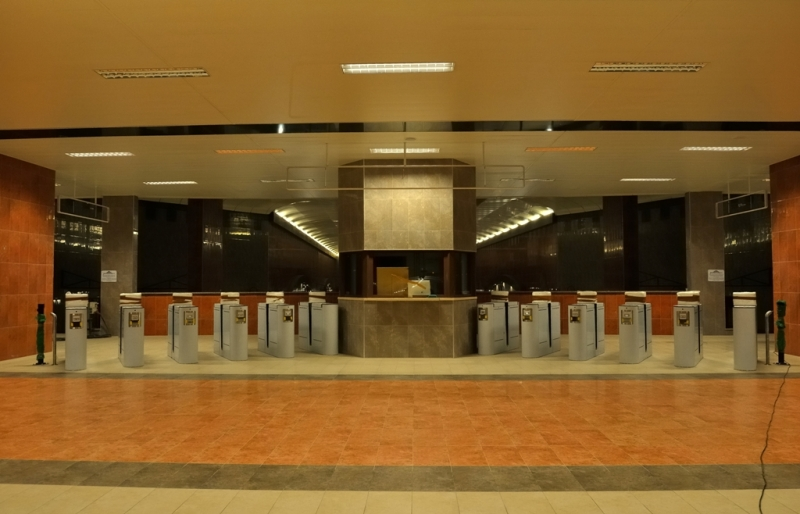

- Sofia Metropolitan
- vijsofia.eu [Архівовано 2 квітня 2015 у Wayback Machine.]
- Project Slide 1 [Архівовано 2 квітня 2015 у Wayback Machine.]
- Project Slide 2 [Архівовано 2 квітня 2015 у Wayback Machine.]
- Project Slide 3 [Архівовано 2 квітня 2015 у Wayback Machine.]